# La Granja (Chili)
La Granja is een gemeente in de Chileense provincie Santiago in de regio Región Metropolitana. La Granja telde 116.571 inwoners in 2017.
- Library of Congress Control Number: n80105943
- Nationale Bibliotheek van Israël: 987007555057805171
- Virtual International Authority File: 124335329
- WorldCat: E39PBJmxVP9pmHq36tqvB7dfbd